# Facilitation
La facilitation peut être vue comme un ensemble de fonctions dynamiques qui sont exécutées par un facilitateur avant, pendant et après une rencontre, pour aider un groupe à atteindre ses objectifs.

## Rôle du facilitateur

### Responsabilités
Le facilitateur doit assumer plusieurs responsabilités :
Au niveau relationnel :
1. Planifier et préparer la rencontre,
2. Créer les conditions de la responsabilisation du groupe par rapport à l'atteinte de ses objectifs,
3. Écouter, clarifier et intégrer l'information,
4. Démontrer de la flexibilité,
5. S'assurer que le groupe continue de travailler sur la bonne voie,
6. Créer et renforcer un environnement participatif, ouvert et coopératif,
7. Diriger et gérer les rencontres,
8. Développer et poser les bonnes questions,
9. Promouvoir les droits d'auteurs et la responsabilité de groupe,
10. Construire des rapports et des relations,
11. Démontrer la capacité de s'assumer personnellement et de s'exprimer librement,
12. Gérer les conflits et les émotions négatives de façon constructive,
13. Encourager et soutenir les opinions divergentes,
14. Présenter l'information au groupe.

Au niveau technologique :
1. Sélectionner et préparer les supports techniques,
2. Comprendre la techniques de facilitation et ses capacités,
3. Créer un confort avec la méthode et en assurer la promotion[2].

Au niveau de l'organisation :
La facilitation s'appuie  sur la reconnaissance irréductible de la complexité des systèmes organisés et sur une grande modestie dans le pilotage des évolutions.
Elle s'affirme ainsi comme un « art du possible » qui vise à répondre aux exigences économiques auxquelles les organisations doivent faire face par un développement plus harmonieux des relations sociales.

## Autres disciplines

### Réuniologie
La facilitation consiste à animer une réunion pour le compte d'un autre. C'est en cela qu'elle se distingue de la réuniologie qui vise à développer l'autonomie des initiateurs et animateurs de réunion. Néanmoins la facilitation applique de nombreux concepts et outils, largement utilisés en réuniologie, comme les inclusions et les Brise-glace ou bien les techniques d'animation.